# 청주대성고등학교
청주대성고등학교(淸州大成高等學校)는 대한민국 충청북도 청주시 청원구 내덕동에 있는 사립 고등학교이다.

## 학교 연혁
- 1924년 3월 1일 : 김원근, 김영근 선생 형제가 대성보통학교 설립
- 1935년 3월 26일 : 재단법인 청주상업학교 설립인가 받음(수업연한 5년, 학생정원 250명)
- 1935년 5월 5일 : 청주상업학교 개교(60명 입학)
- 1935년 5월 28일 : 초대 장헌식 교장 취임
- 1936년 6월 25일 : 신축교사로 이전(청주시 내덕동 261번지)
- 1946년 11월 18일 : 재단 명칭을 대성학원으로 변경
- 1947년 2월 4일 : 학칙일부변경 수업연한 6년, 12학급, 학생정원 600명
- 1951년 8월 31일 : 학제개편에 의해 청주상업학교를 청주상업고등학교와 대성중학교로 개편 분리
- 1958년 2월 3일 : 학칙일부변경 여자부 3학급 증설 24학급, 학생정원 1,200명
- 1961년 3월 17일 : 학칙일부변경 여자부 폐지(3회 졸업생을 최후로 폐지) 주간부 21학급, 야간부 3학급 계 24학급, 학생정원 1,200명
- 1975년 1월 15일 : 학칙일부변경 상과 21학급, 인문과 6학급 청석고등학교로 편임됨
- 1991년 4월 11일 : 학교법인 대성학원을 청석학원으로 명칭 변경
- 1994년 5월 10일 : 신축교실로 이전(50개 교실)
- 2001년 7월 26일 : 청주상업고등학교 설립사항 변경인가(청주대성고등학교)
- 2002년 2월 28일 : 구본관 문화재 등록(문화재청 제6호)
- 2002년 3월 1일 : 청주대성고등학교로 교명 변경
- 2007년 4월 27일 : 석우학사(기숙사) 준공
- 2010년 2월 2일 : 대성전당(강당) 준공
- 2013년 11월 15일 : 인조 잔디 운동장 준공
- 2023년 2월 21일 : 학교공간조성(교과교실제) 완공
- 2024년 2월 7일 : 제84회 졸업식(236명) 총 졸업생 수 31,992명
- 2024년 3월 4일 : 2024학년도 입학식(입학생 수 260명)
- 2024년 9월 1일 : 제23대 박일순 교장 취임

## 참고 자료
- 청주대성고등학교 - 한국교육학술정보원 학교알리미